# 野尻村 (岐阜県)
野尻村（のじりむら）はかつて岐阜県郡上郡に存在した村である。
現在の郡上市和良町野尻に該当する。

## 歴史
- 1889年（明治22年）7月1日 - 町村制により野尻村が発足。
- 1894年（明治27年）7月21日 - 鹿倉村、宮代村、三庫村、横野村、宮地村、沢村、法師丸村、下洞村、土京村、方須村と合併し和良村が発足。同日野尻村廃止。